# Agrilus kon
Agrilus kon – gatunek chrząszcza z rodziny bogatkowatych i podrodziny Agrilinae.
Gatunek ten opisany został w 2019 roku przez Eduarda Jendeka i Wasilija Griebiennikowa na łamach Zootaxa. Jako miejsce typowe wskazano przybrzeża rzeki Tatai w okolicy Koh Kong w Kambodży.
Chrząszcz o niemal równoległobocznym w zarysie ciele długości 4,1 mm. Wierzch ciała jest wypukły, jednolicie ubarwiony. Głowa wyposażona jest w oczy złożone o średnicy nie mniejszej niż połowa szerokości ciemienia. Ciemię jest gęsto pomarszczone i ma głęboki pośrodkowy wcisk. Czułki mają piłkowanie zaczynające się od czwartego członu. Przedplecze jest podłużne do kwadratowego, najszersze na przednim brzegu; ma łukowaty i szeroki płat przedni na wysokości przednich kątów, lekko łukowate brzegi boczne i rozwarte kąty tylne. Na powierzchni przedplecza występuje pełny wcisk środkowy i para płytkich wcisków bocznych. Prehumerus jest rozwinięty w formę żebrowatą. Boczne żeberka przedplecza są umiarkowanie zbieżne. Tarczka jest przysadzista. Pokrywy są rozlegle owłosione i mają łukowate wierzchołki. Przedpiersie ma płytko, szeroko i łukowato wykrojoną odsiebną krawędź płata oraz wciśnnięty i rozszerzony wyrostek międzybiodrowy. Wyrostek międzybiodrowy zapiersia jest płaski. Odwłok ma zmodyfikowany guzkami pierwszy z widocznych sternitów (wentryt) oraz łukowatą wierzchołkową krawędź pygidium. Genitalia samca cechują się symetrycznym, najszerszym u nasady edeagusem.
Owad orientalny, endemiczny dla Kambodży, znany tylko z Kaol Kong.